# Giovanni Bacciarello
Giovanni Bacciarello (Torino, 10 giugno 1927 – Torino, 9 ottobre 2007) è stato un calciatore italiano, di ruolo attaccante.

## Carriera
Inizia la carriera nel settore giovanile del Torino, che al termine della Seconda guerra mondiale lo cede in prestito all'Imperia, nel campionato di Prima Divisione; già nel mercato di ottobre passa, sempre in prestito, al Piemonte Torino in Serie C.
L'anno seguente viene ceduto a titolo definitivo al Casale, con cui segna 18 gol in 40 partite in Serie B, non riuscendo a impedire la retrocessione della squadra nerostellata in Serie C.
Nella stagione 1947-1948 gioca ancora in Serie B, nella Pro Vercelli, con cui segna 8 gol in 26 presenze.
In seguito gioca per quattro stagioni consecutive in Serie C nel Savona, per poi ritirarsi nel 1952.
In carriera ha giocato complessivamente 66 partite in Serie B, con 24 gol segnati; è inoltre l'ultimo calciatore del Casale ad aver segnato un gol nel campionato cadetto.